# Robert Hobrzyk
Robert Hobrzyk – polski gitarzysta występujący z Markiem Grechutą, Grzegorzem Turnauem, współpracujący również z grupą Anawa.

## Dyskografia
- 1989 - Marek Grechuta: Krajobraz pełen nadziei
- 1991 - Grzegorz Turnau: Naprawdę nie dzieje się nic
- 1993 - Grzegorz Turnau: Pod światło
- 1994 - Grzegorz Turnau: Turnau w Trójce
- 1995 - Grzegorz Turnau: To tu, to tam

## Muzyka filmowa
- Plastelinki - muzyka
- 1986 - Kolekcja - muzyka
- 1986 - E - 16 - muzyka
- 2002 – Wszyscy święci w Święta polskie – wykonanie muzyki